# أونتر دن ليندن

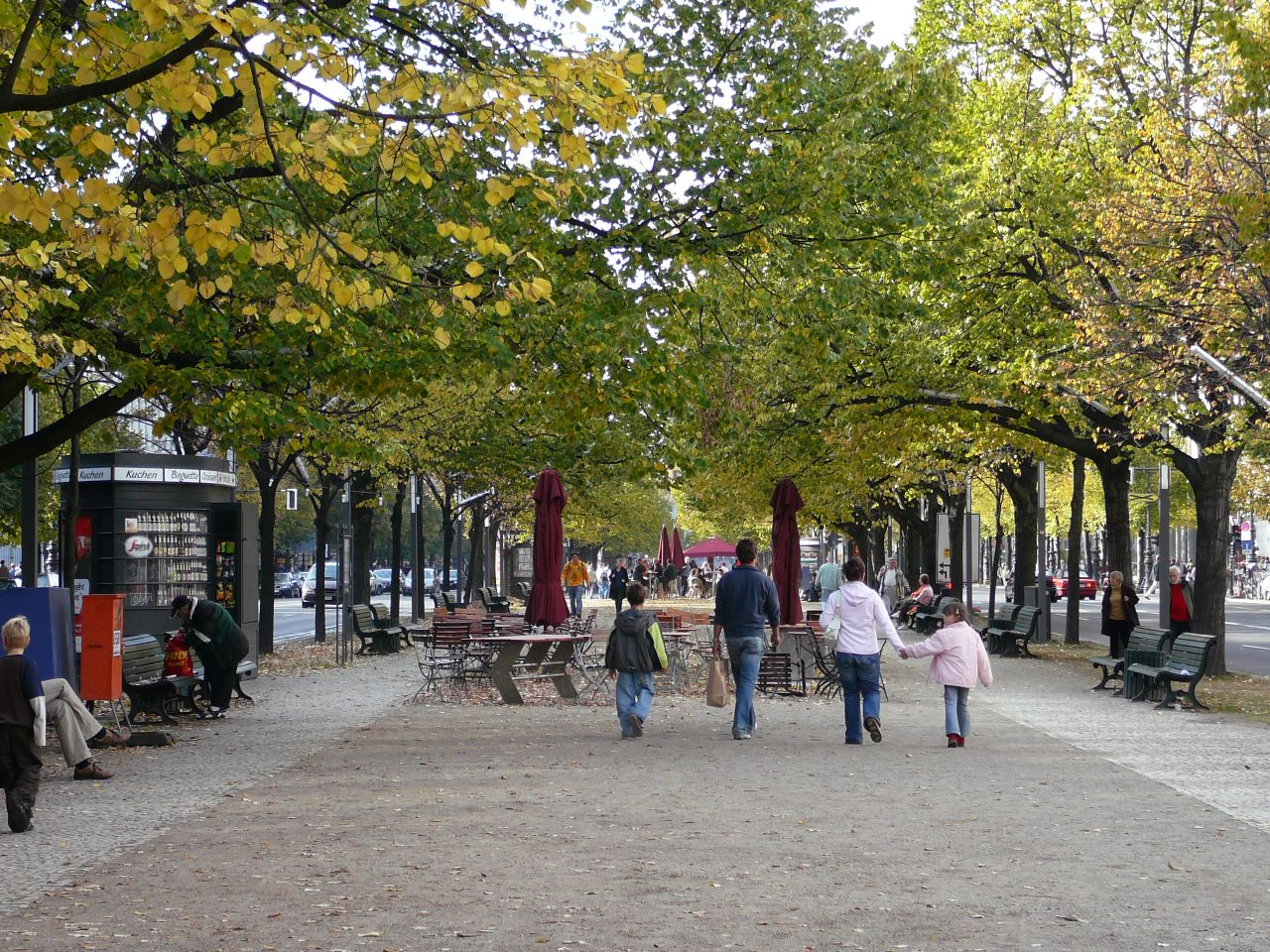
أونتر دير لندن

جادة تحت الزيزفون أو أُنتر دن لِندِن (بالألمانية: Unter den Linden)  هي منطقة سياحية تقع في قلب عاصمة ألمانيا برلين، وتشتهر بجمال الطبيعة وشوارعها المنظمة وتحتوي كذلك بعض مشاريع البنى التحتية ومحطة قطار.

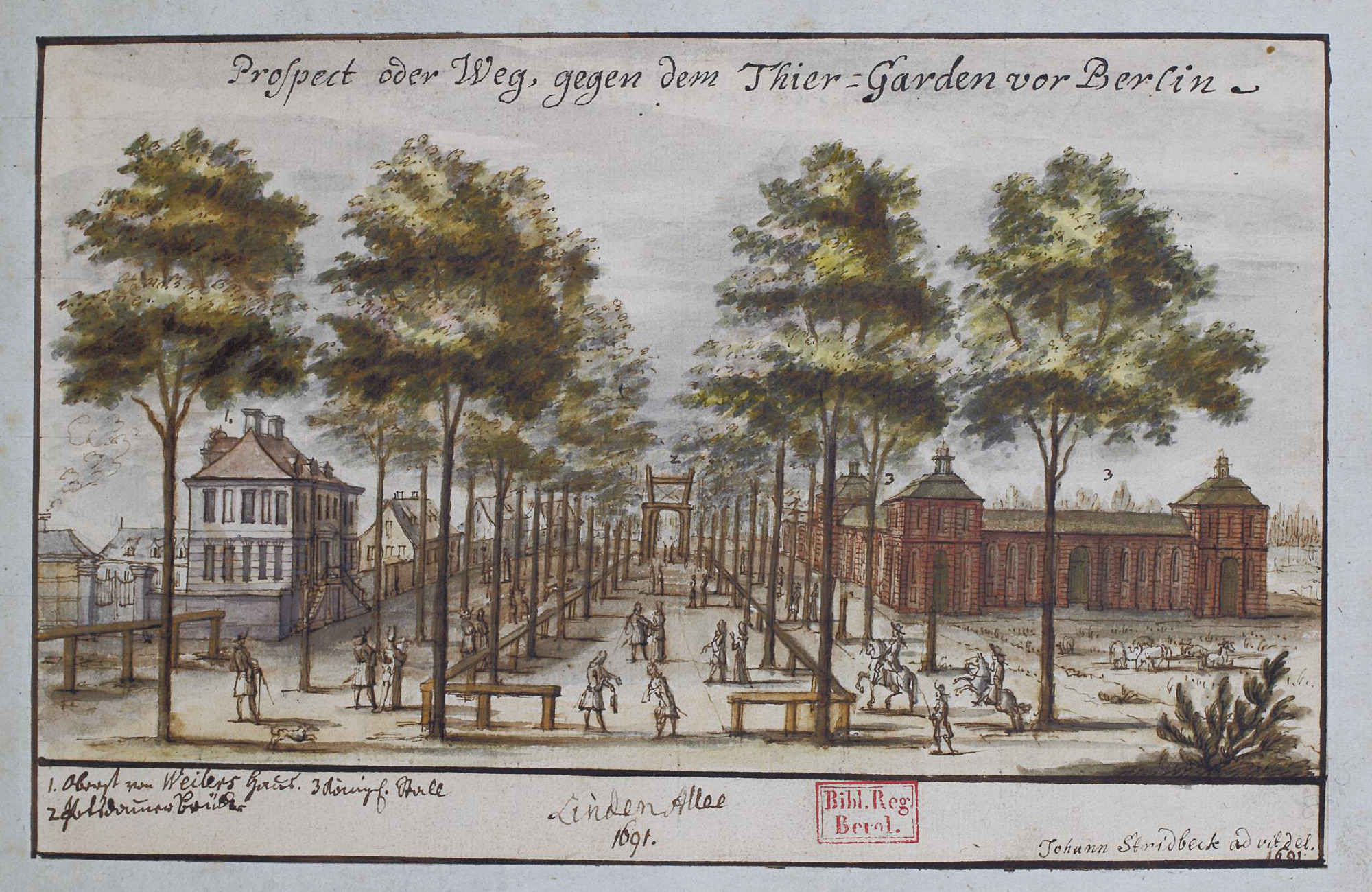
J. Stridbeck, LindenAllee 1691

## وصلات خارجية
- Unter den Linden - Interactive 360° Panorama
- Webcam: Live-View of the street Unter den Linden with Brandenburg Gate in Berlin, Germany